# Mer
För andra betydelser, se Mer (olika betydelser).
Mer är en svensk dryck med fruktsmak. Mer är, till skillnad mot många andra läskedrycker, inte kolsyrad, vilket periodvis har varit ett bärande inslag i reklamen för varumärket. Mer finns i flera fruktsmaker, bland annat äpple, päron, hallon, svartvinbär och apelsin. 

## Företagshistoria
Varumärket Mer har ägts av olika företag under åren. Mer lanserades ursprungligen 1962 av Bjäre Industrier AB i Karpalund, Kristianstads kommun. Ursprungligen såldes Mer i korta stubbflaskor, men lanserades 1967 som ”Nya Mer” i samband med att man då bytte till högre flaskor om 30 cl, respektive ”ekonomiflaska” om 60 cl. Under 1969 lanserades sedan literflaskan med återförslutningsbar skruvkapsyl. Bjäre uppgick 1971 i  Novia Livsmedelsindustrier AB. 1985 fusionerades denna verksamhet med Falken bryggerier till Falcon. 1997 köpte The Coca-Cola Company varumärket Mer.